# Hamarikyū-Park

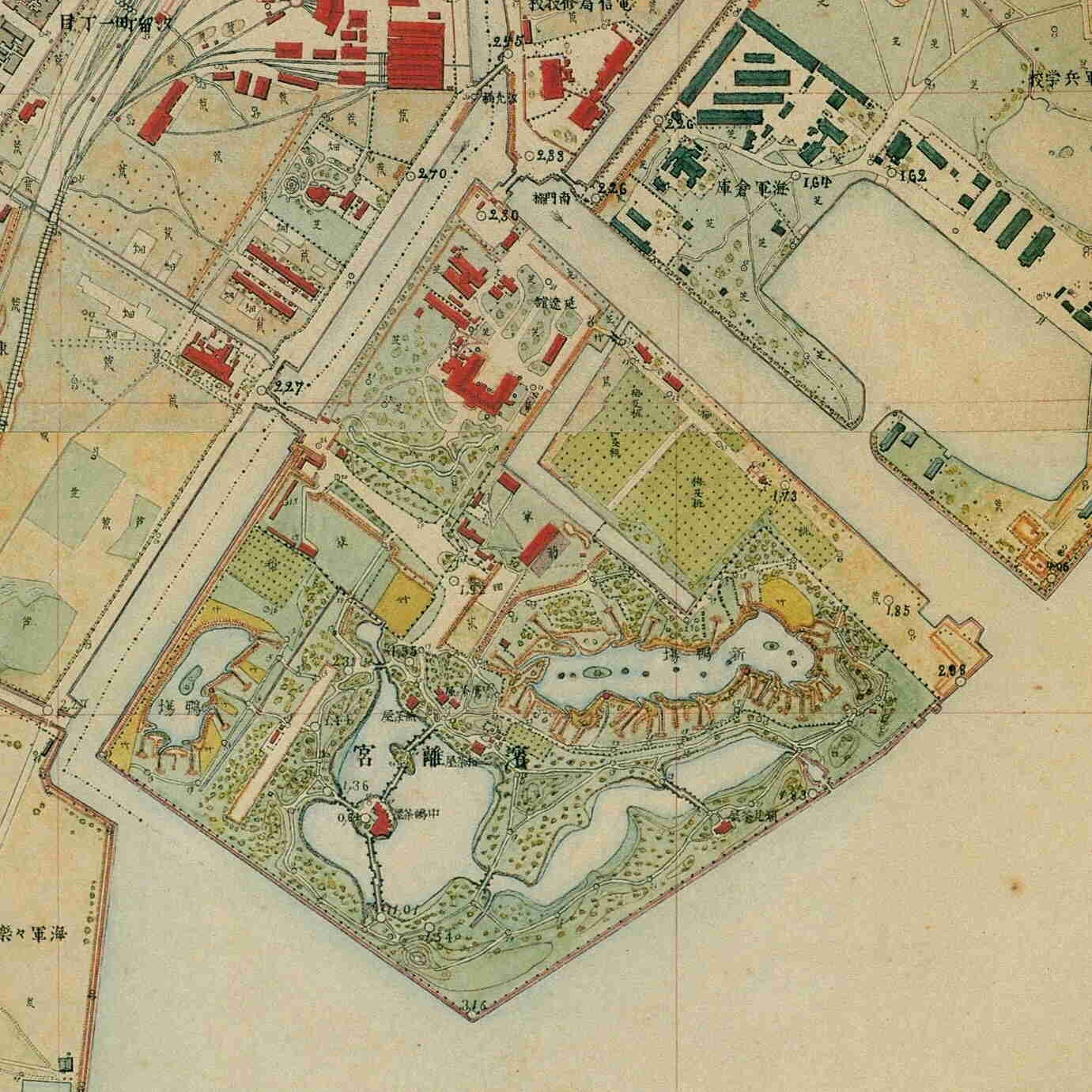
Hama-rikyū 1884.

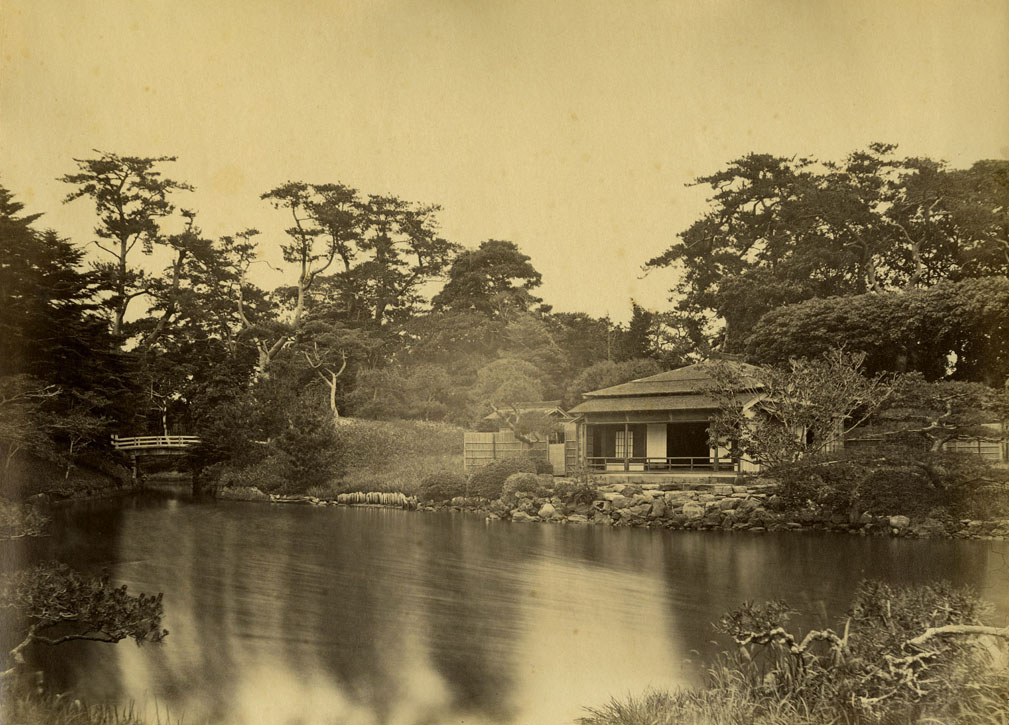
Hama-rikyū 1863, Foto: Felice Beato

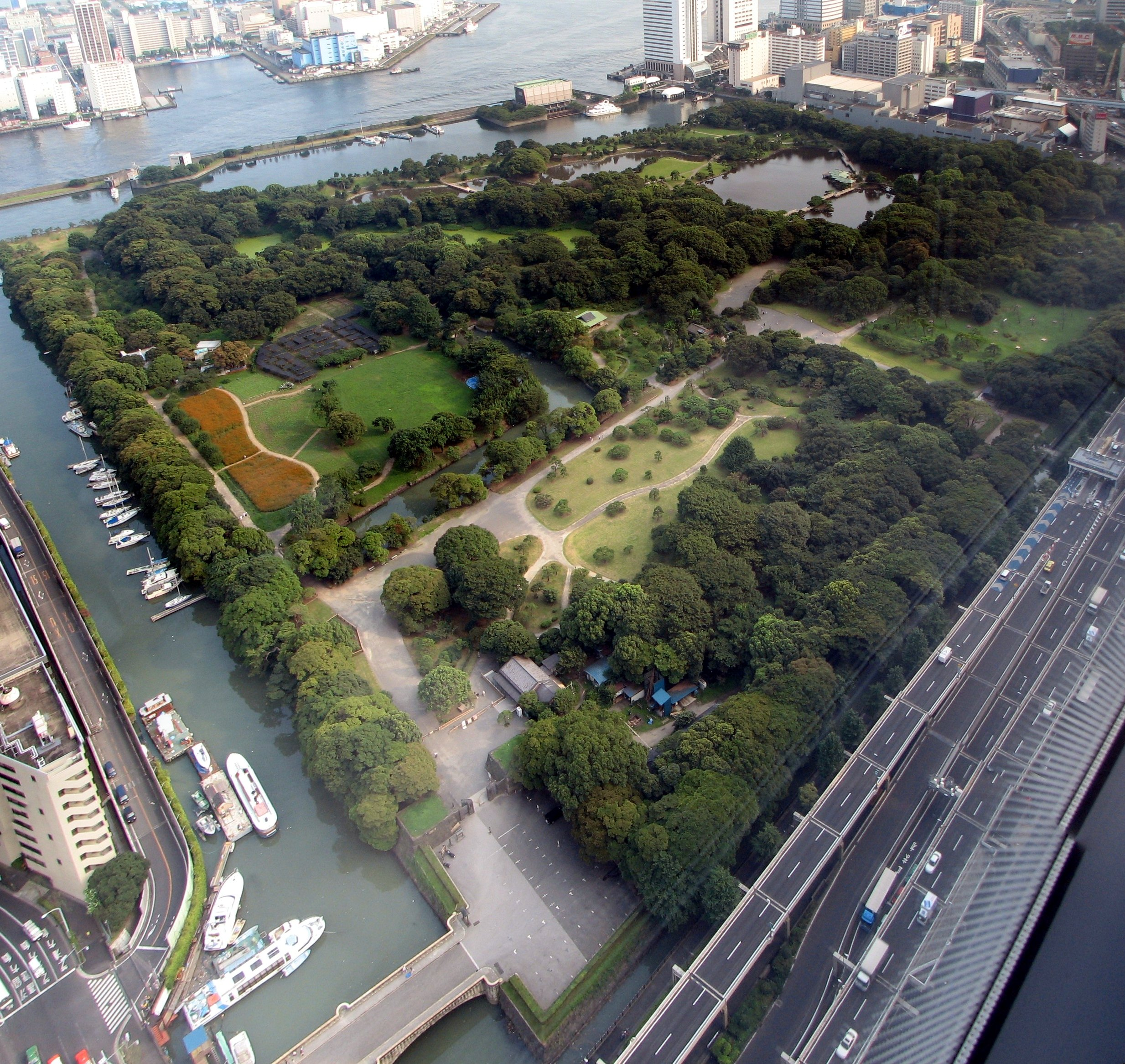
Hama-rikyū von Shiodome mit Blick auf die Bucht von Tokio

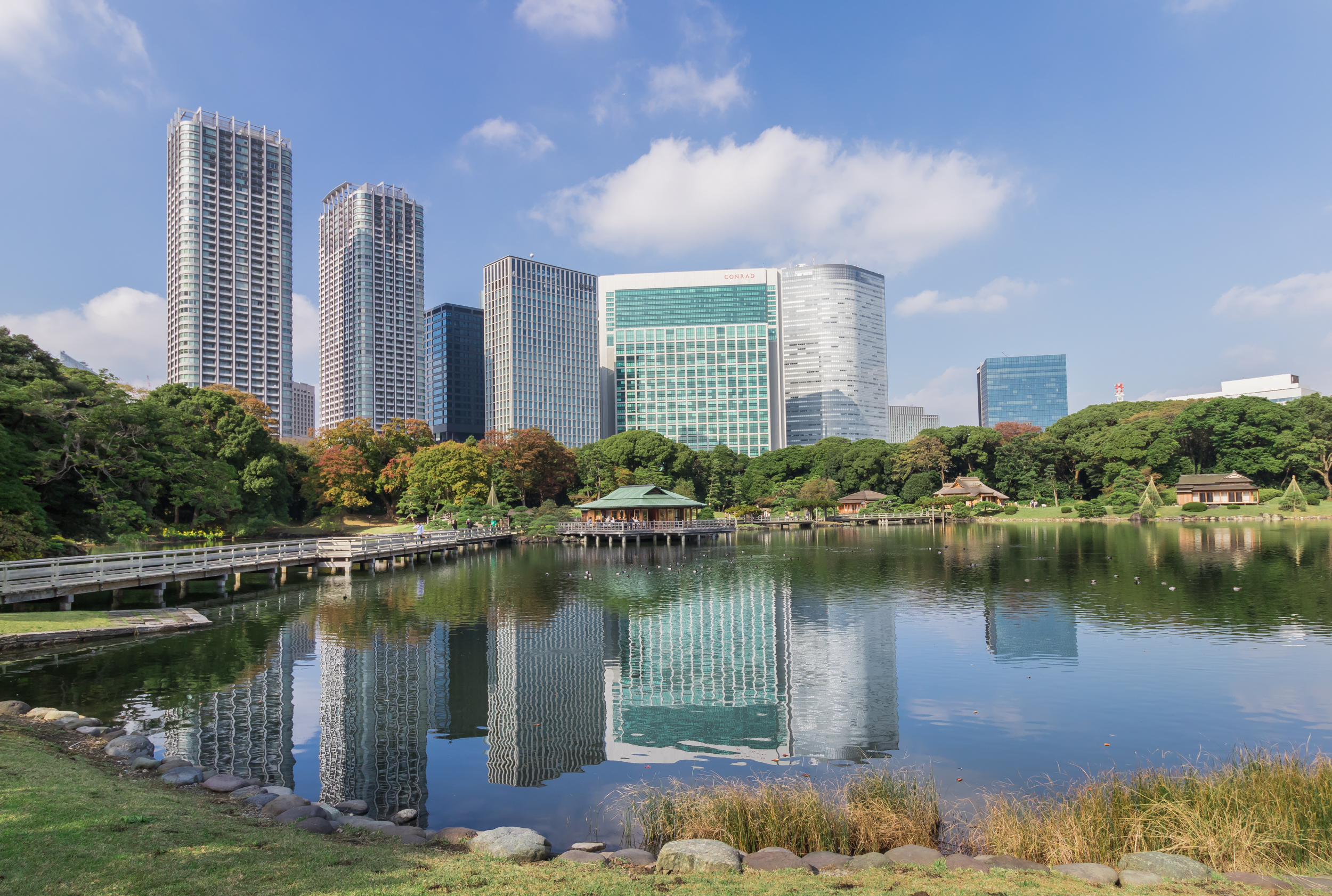
Hama-rikyū Teehaus im Teich

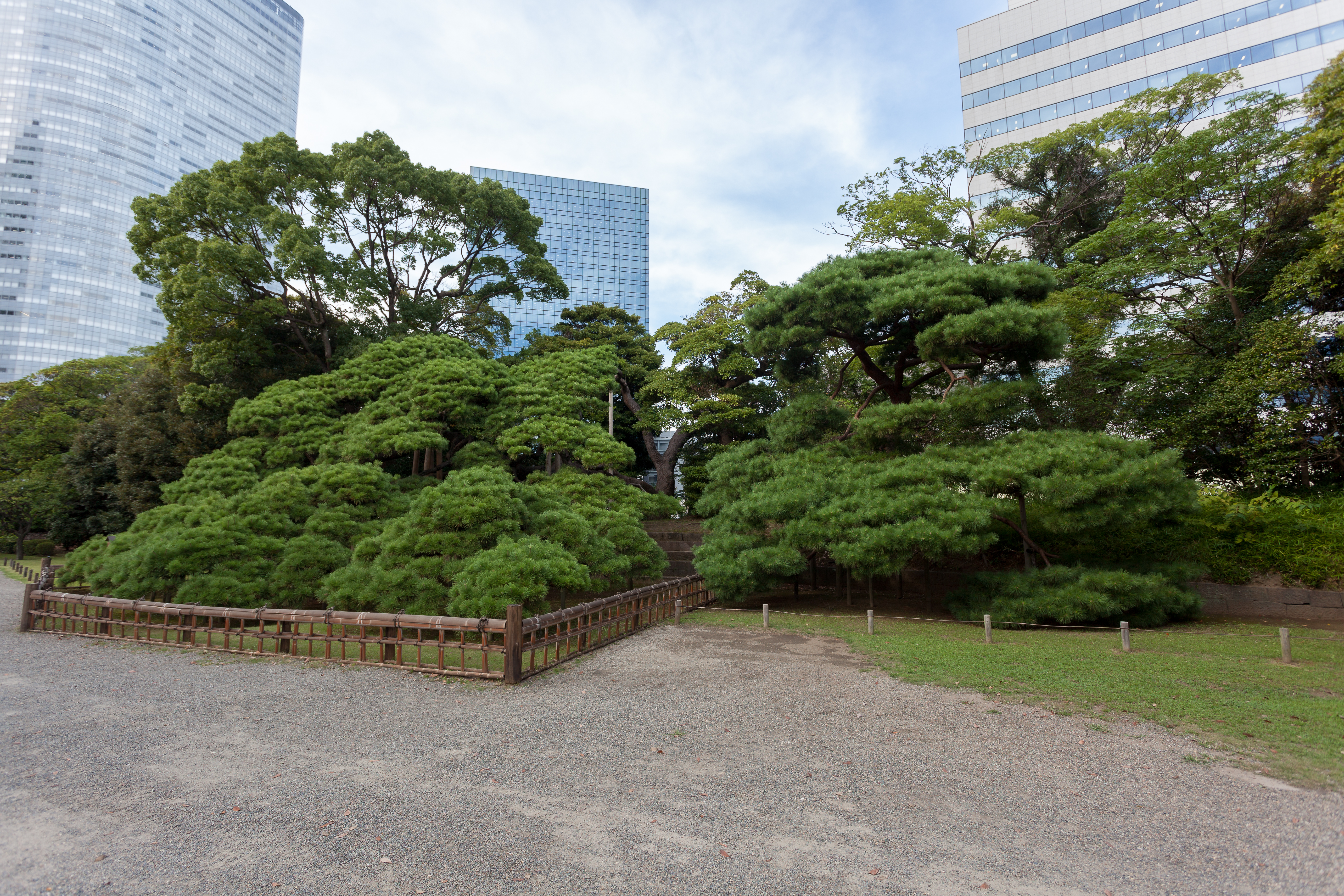
300 Jahre alte Pinie im Park

Der Hamarikyū-Park (japanisch 浜離宮恩賜庭園, Hama-rikyū onshi teien, dt. „Kaiserlicher Garten der Hama-Residenz“) ist ein Park im Bezirk Chūō, Tokyo Japan.

## Geschichte
Ursprünglich wurde die mit Schilf bewachsene Gegend am Wasser von den Tokugawa als Jagdgebiet benutzt. 1654 bekam Tokugawa Tsunashige (der dritte Sohn von Tokugawa Iemitsu) dort 15.000 Tsubo vom 4. Shōgun Ietsuna geschenkt. Er gewann hier Land, wobei das Gelände bis heute durch einen Graben vom Festland getrennt ist. Das dort errichtete Anwesen wurde nach seiner Heimat Kōfu hama-yashiki (甲府浜屋敷) bzw. Umite-yashiki (海手屋敷) benannt.
1707 wurde der Garten groß umgebaut für die nun ständige Nutzung und das Nakajima-, Umite- und Kiyomizu-Teehaus, eine Kannon-dō, Kōshin-dō, das Haupttor samt fester Brücke gebaut. Als später Tsunashiges Sohn Ienobu im Jahre 1709 sechster Shōgun wurde, wurde die Anlage erweitert und Hama Goten (浜御殿) genannt.
In der Zeit des 8. Shōguns Yoshimune (1716–1745) wurden in dem Garten eine Schmiede und Pulvermagazine gebaut und es wurden Kanonen aufgestellt. 1727 verwüsteten dann Brände die Anlage. Zur Zeit des 11. Shōguns Ienari (1787–1837) wurden wieder Teehäuser gebaut: Tsubame-no-chaya, Matsu-no-chaya u. a. Des Weiteren wurden Ruheplätze eingerichtet.
Zur Zeit des Bakumatsu wurde die Anlage nicht mehr genutzt, aber 1866 erhielt der Kommissar für die Marine (海軍奉行, Kaigun bugyō) dort seinen Sitz. Man plante dafür eine Residenz, die aber durch den Fall des Shogunats 1868 nicht mehr zur Ausführung kam. Nach der Meiji-Restauration fiel das Gelände an den Hof und heißt seitdem Hama-rikyū, „Hama-Außenresidenz“.
1878 errichtete das Außenministerium dort ein Gästehaus, Enryōkan (延遼館) genannt. Dieses Gebäude (im Plan von 1884 als dreiflügelige Anlage), als Steinbau ausgeführt, war neben dem Rokumeikan ein bekanntes Beispiel für die Übernahme westlicher Architektur. 1889 wurde das Gebäude abgetragen. Als der ehemalige Präsident der USA General Grant auf seiner Weltreise 1879 Japan besuchte, wurde er im Hama-rikyū in einem dortigen Teehaus vom Meiji Tennō empfangen.
Beim Kantō-Erdbeben 1923 und im Zweiten Weltkrieg wurden Gebäude zerstört oder beschädigt. 1946 wurde der Park der Stadt übertragen, die ihn weitgehend restaurierte. 1952 wurde die (ursprüngliche) Anlage zur besonderen historischen Stätte (tokubetsu shiseki) erklärt.

## Beschreibung
Die Anlage des Parks mit ihren Teichen und Teehäusern ist trotz vieler Zerstörungen von Einzelbauten ein wichtiges Beispiel der Kultur der Edo-Zeit. An der Tokyo-Bucht gelegen sind die Teiche mit Bedacht mit dieser verbunden und nehmen somit an Ebbe und Flut teil. Von den meisten Teehäusern sind nur noch Spuren vorhanden, aber das wieder errichtete Teehaus auf der Mittelinsel (Nakajima) im größten Teich wird (neben anderen wieder aufgebauten) noch heute genutzt. Eine Besonderheit des Hama-rikyū waren Vogelkojen für die Entenjagd. Die größere Koje ist aus Naturschutzgründen mit einer Bretterwand abgesperrt, die kleinere als Relikt direkt zugänglich. Am Südende gibt es eine Erhöhung, den „Berg mit Blick auf den Fuji“ (富士見山, Fujimiyama).
Der Park ist heute mit einer in einigem Abstand vorgelagerten Schutzmauer vor Hochwasser geschützt.

## Zugang
Besucher können den Park durch den Eingang der Nordseite betreten oder mit dem Schiff von Asakusa (35 Minuten) aus erreichen. Der Besuch des Parks kostet Eintritt.

## Kenndaten
- Träger: Präfektur Tokio.
- Eröffnung: 1. April 1946
- Fläche: 250.165,81 m², darunter 81.201 m² Rasenfläche
- Baumbestand: 6.077 Bäume (1995)
- Buschbestand: 2.601 Büsche + 41.800 m² Buschland
- Anlagen: Teehäuser, Kiosk